# 韋楚老
韋楚老（803年—841年），字壽朋。京兆杜陵人，出自京兆韦氏平齐公房。
貞元十九年（803年）出生，與杜牧同年生。長慶四年（824年）李群榜進士。文宗大和九年（835年），官左拾遺，開成二年（837年），與補闕王績、拾遗令狐綯等聯名上疏劾李德裕妄奏陷害牛僧孺事。不久棄官，寓居金陵。會昌元年卒。工於詩，胡应麟评为“雄迈奇警”。《全唐诗》存其诗二首。